# Центр українознавства філософського факультету Київського національного університету імені Тараса Шевченка
Центр українознавства філософського факультету Київського національного університету імені Тараса Шевченка (ЦУ) було створено 30.08.2000 р. на основі Інституту українознавства КНУ, який було реорганізовано у Науково-дослідний інститут українознавства МОН України. У 2000–07 рр. Центр українознавства діяв як самостійний підрозділ у складі НДЧ КНУ під керівництвом д-ра іст. наук, проф. В. І. Сергійчука. З 15.03.2007 Центр українознавства введено до складу філософського ф-ту, його очолив д-р політ. наук, проф. М.І. Обушний.
ЦУ став продовжувачем найкращих традицій українознавчої науки, які склалися на той час в Київському університеті, водночас сформувавши власний оригінальний підхід в українознавстві як інтегративній галузі знань. Метою діяльності ЦУ стало здійснення комплексних наукових досліджень проблем українознавства; використання результатів наукових досліджень у контексті розвитку освіти в Україні та українському зарубіжжі; розробка перспективних проблем націє-, державо- та культуротворення; вивчення загальносвітових тенденцій розвитку досліджень з проблем націєтворення; визначення місця українства у світовому цивілізаційному процесі; організація та проведення стажування фахівців з українознавства з України і зарубіжжя; підготовка й атестація науково-педагогічних кадрів і надання організаційної, наукової і навчально-методичної допомоги відповідним інституціям, що працюють у сфері українознавства.
Теоретико-методологічною основою діяльності ЦУ є розуміння українознавства як сучасної інтегративної дисципліни, що є підґрунтям, на основі якого формується цілісний світогляд сучасного українського громадянина. Українознавство ставить за мету цілісне достовірне знання про Україну і українство, українське світобачення у часі й просторі. Тому об’єктом дослідження українознавства є реальний український світ, котрий створювався упродовж тисячоліть, трансформувався і, зрештою, сьогодні визначає суть буття і свідомості українців як сучасної національної спільноти, а предметом дослідження є українство як загальноцивілізаційний феномен, закономірності та особливості його формування і розвитку в часо-просторовому вимірі як на теренах України, так і поза ними.